# Дафри де Ламоннуа, Леон
Жан-Батист Александр Леон Дафри де Ламоннуа (фр. Jean-Baptiste-Alexandre-Léon d’Affry de la Monnoye; 26 марта 1823 — 22 января 1901) — французский юрист и переводчик.
С 1844 г. работал адвокатом в апелляционном суде, в 1850—1870 гг. занимал должность секретаря гражданской палаты Парижского кассационного суда, затем в 1871—1880 гг. мировой судья Четвёртого округа Парижа. В 1859 году опубликовал монографию «Законы об отчуждении имущества по причине общественной необходимости, разъяснённые для нужд судопроизводства» (фр. Les lois de l’expropriation pour cause d’utilité publique expliquées par la jurisprudence; переработанное издание 1879, в 2 томах). Кавалер Ордена Почётного Легиона (1865).
В 1866 году дебютировал как переводчик с английского языка, опубликовав свой перевод трагедии Шекспира «Венецианский купец»; критика отмечала в качестве важного обстоятельства то, что Дафри сохранил в переводе присущее оригиналу соотношение стиха и прозы, однако Андре Лефевр указывал на бедность используемой Дафри рифмы и, в целом, рассматривал работу Дафри как скромную попытку, хотя и отмечал ряд удавшихся мест. В дальнейшем Дафри де Ламоннуа перевёл также «Ромео и Джульетту» (1886, переиздание 1973), а затем преимущественно посвятил себя переводам романов Вальтера Скотта для французского иллюстрированного собрания сочинений писателя: в его переводах опубликованы «Кенилворт» (1881), «Пертская красавица» (1883), «Эдинбургская темница» (1884), «Ламмермурская невеста» (1886), «Карл Смелый» (1887), «Чёрный карлик» (1888), «Офицер удачи» (1895). Кроме того, с немецкого Ламоннуа перевёл сборник немецких сказок, составленный Иоганном Музеусом.
В конце жизни Дафри де Ламоннуа выступил также как автор оригинальных сочинений. В 1890 г. он опубликовал книгу разнородных очерков «К Северному полюсу. В Норвегии. Венеция» (фр. Vers Le Pôle Nord. En Norvège. Venise; переиздание 1897) — норвежская часть сочетает описания пейзажей с размышлениями о скандинавском национальном характере, тогда как венецианская посвящена описанию архитектуры города квартал за кварталом. В 1900 году выпустил сборник стихов.